# تيتراديكان
التيتراديكان  هو أحد الألكانات الهيدروكربونية، وله الصيغة البنائية CH3(CH2)12CH3.

## وصلات خارجية
- شهادة بيانات أمان المواد – تيتراديكان
- تيتراديكان